# Konec SRPŠ
Konec SRPŠ (v anglickém originále The PTA Disbands) je 21. díl 6. řady (celkem 124.) amerického animovaného seriálu Simpsonovi. Scénář napsala Jennifer Crittendenová a díl režíroval Swinton O. Scott III. V USA měl premiéru dne 16. dubna 1995 na stanici Fox Broadcasting Company a v Česku byl poprvé vysílán 30. září 1997 na stanici ČT1.

## Děj
Ředitel Skinner a Edna Krabappelová dohlížejí na školní výlet do pevnosti Fort Springfield. Po příjezdu se Skinner dozví, že kvůli novému vedení už není vstup zdarma. Nemůže si dovolit vstupenky, a tak nechá studenty sledovat rekonstrukci občanské války nahlížením přes plot pevnosti. Herci, rozhořčení snahou studentů „učit se zadarmo“, se vrhnou na učitele a studenty, z nichž většině se sotva podaří uniknout v Ottově zchátralém autobuse (Üter je však ponechán na místě a napaden). Později Bart zmanipuluje Krabappelovou, aby svolala stávku učitelských odborů na protest proti Skinnerovu lakomému utrácení. 
Zatímco je škola zavřená, studenti se s tím vyrovnávají po svém: Líza je stále posedlejší touhou být známkována, Milhouseova pracovní morálka se zlepší poté, co mu rodiče najmou soukromého učitele, a Jimbo se ponoří do spletitých zápletek matčiných telenovel. Bart si k Margině nelibosti užívá nově nabyté svobody a pokračuje v manipulaci konfliktu mezi Skinnerem a učitelskými odbory. Když se obě strany dostanou do slepé uličky, Marge požaduje, aby se rodičovský výbor sešel a navrhl kompromis. Skinner trvá na tom, že i přes jeho šetření penězi vládní rozpočtové škrty školu vyždímaly a jediným způsobem, jak zvýšit výdaje na platy zaměstnanců a školní pomůcky, je zvýšit daně. 
Ned Flanders navrhuje, aby obyvatelé města působili jako náhradní učitelé. Tento trik sice přiměje děti vrátit se do školy, ale má i své nevýhody: Jasper je nucen poslat Lízinu třídu domů dřív, když se mu zaseknou vousy v ořezávátku, a Marge se stane Bartovou učitelkou poté, co svými žertíky vyděsí Vočka a ostatní suplenty, čímž se kvůli jejímu mateřství stane terčem posměchu mezi svými vrstevníky. Frustrovaný Bart zavře Krabappelovou a Skinnera na několik hodin do ředitelny, aby vyjednávali. Vymyslí plán, jak využít školní šatny k ubytování trestanců z přeplněné springfieldské věznice. To jim vynese dost peněz na to, aby přesvědčili učitele k návratu do práce a udrželi nepohodlné studenty na uzdě, ačkoli Bart hodlá osvobodit Haďáka.

## Produkce
Autorkou epizody je Jennifer Crittendenová. Přišla do scenáristické místnosti a navrhla, že by se v dílu měla objevit stávka učitelů. Tehdejší showrunner David Mirkin si myslel, že epizoda má velký potenciál, a z velké části vychází z jeho dětských zkušeností s nedostatkem peněz ve školách. Navzdory názvu dílu se v žádném okamžiku rodičovské sdružení skutečně nerozpadne. Název navrhl Mirkin a měl si utahovat z Crittendenové, jež se domnívala, že nejzajímavější na stávce učitelů bude to, že se možná rozpustí rodičovský výbor. Kromě toho Mirkin do dílu přidal postavu, která v domnění, že se rodičovský výbor rozpustil, vyskočí v panice z okna. Když se dozví, že SRPŠ se nerozpustilo, skočí zpět do stejného okna.
Epizodu režíroval Swinton O. Scott III. V úvodním záběru epizody musel autobus, kterým děti cestují na výlet, vibrovat nahoru a dolů, aby vyvolal dojem, že nemá nárazníky a že se rozpadá. Scott uvedl, že kvůli vibrování a posouvání pozadí bylo obtížné scénu animovat. Milhouseův vychovatel v dílu je založen na americkém herci Tonym Randallovi.

## Kulturní odkazy
Během exkurze přijede autobus ze Springfieldské základní školy k pevnosti Fort Springfield, kde narazí do děla a vyrazí mu jedno z kol. Dělo poté namíří na nohu věže rozhledny, čímž vyvolá dojem, že na rozhlednu vystřelí a zničí ji. To odkazuje na úvodní pasáž televizního sitcomu F Troop. Rozhledna byla také vytvořena podle vzoru rozhledny v tomto seriálu. Skutečnost, že „Diznee“ koupil místo, je odkazem na opuštěný projekt Disney's America, který byl široce kritizován jako pokus přeměnit památky na marnivé zábavní parky. Scéna, v níž je Üter na konci výletu zanechán a zdánlivě zabit herci rekonstrukce, je založena na scéně z filmu Von Ryanův Expres z roku 1965.
Edna ukáže na několik školních knih a řekne: „Jediné knihy, které máme, jsou ty, které byly zakázány v jiných školách.“. Skinner odvětí: „No, děti se dříve nebo později musí dozvědět o TekWar,“ čímž naráží na sérii vědeckofantastických románů Williama Shatnera. Mezi další knihy v regálu patří Sexus od Henryho Millera, Hop na Pop od Dr. Seusse, Satanské verše (dětská ilustrovaná edice) od Salmana Rushdieho, 40 let Playboye od Hugha Hefnera, Ukradni tuhle knihu od Abbie Hoffmanové a Teorie evoluce.
Bart poví Skinnerovi v ředitelně, že mu Edna řekla, že Skinner „skládá prádlo rychleji než Superman v den praní“, což je narážka na komiksovou postavu Supermana. Tato hláška je ednou z oblíbených hlášek animátora Simpsonových Davida Silvermana. Gabe Kaplan je jednou z Bartových obětí na seznamu náhradníků, což je odkaz na Kaplana a jeho postavu v seriálu Welcome Back, Kotter z roku 1975. Postava v bance, jež říká rozzuřenému davu, že jejich peníze jsou v „Billově domě a Fredově domě“, je založena na postavě George Baileyho Jamese Stewarta ve scéně útěku z banky z filmu Život je krásný.

## Přijetí

### Kritika
Warren Martyn a Adrian Wood ve své knize It's a Bigger and Better Updated Unofficial Simpsons Guide popisují díl jako „pravděpodobně nejlepší ze školních epizod“.
Colin Jacobson z DVD Movie Guide v recenzi 6. řady Simpsonových píše: „Zvláště se mi líbí kontrasty mezi tím, jak Bart a Líza přijímají stávku. Seriálu se sice nepodaří konzistentně stoupat vzhůru, ale má toho víc než dost na to, aby byl pozitivní.“.
Adam Finley ve své recenzi této epizody pro TV Squad uvedl: „Je to takový zvláštní příběh. Líbí se mi, jak se Bart i Líza se zprávou vyrovnávají odlišně. Bart je nadšený… Líza naopak nezvládne, že není každý den známkována a hodnocena, a pomalu začíná ztrácet rozum.“.
Když v roce 2004 dabéři Simpsonových stávkovali a požadovali dodatečný příjem, citoval The Scotsman citát Homera z této epizody: „Když se ti nelíbí tvoje práce, nestávkuj. Prostě tam každý den choď a dělej to napůl. To je americký způsob.“. The Scotsman tvrdil, že „Homer by stávku dabéřů neschválil“. Dabéři požadovali zvýšení platu ze 125 000 $ na 360 000 $ za díl. Stejný citát Homera na adresu Lízy citoval Michael Schneider v časopise Variety, který napsal: „Zasvěcení poznamenávají, že herci pracují na namluvení jedné epizody jen šest až sedm hodin – což by znamenalo 360 000 $ za den práce, částku, které nedosahuje ani hvězda seriálu Raymonda má každý rád Ray Romano.“.
Profesor fyziky a matematiky na Univerzitě věd ve Filadelfii Paul Halpern o této epizodě pojednává ve své knize What's Science Ever Done for Us? Halpern v knize věnované mechanickým zápletkám cituje Homerovo napomenutí Líze: „Lízo, v tomto domě se řídíme zákony termodynamiky!“ a dodává: „Co nás Simpsonovi mohou naučit o fyzice, robotech, životě a vesmíru.“. Halpern popisuje Lízino úsilí sestrojit perpetuum mobile, když se nudí během stávky učitelů, a komentuje, že ačkoli je ve skutečnosti absurdní někomu nařizovat, aby se řídil zákony termodynamiky, uznává, že „fyzikové někdy neznají správnou oblast, v níž určité zákony platí“. Ve vydání časopisu Nature z 26. července 2007 zařadila redakce vědeckého časopisu Konec SRPŠ mezi 10 nejlepších vědeckých momentů v Simpsonových a napsala: „Líza se tak nudí kvůli nedostatku školní docházky, že si postaví perpetuum mobile. Homer z toho není nadšený: ‚Lízo, v tomto domě se řídíme zákony termodynamiky.‘.“.
Epizodu citují Robert M. Arkin a Philip J. Mazzocco ve své práci Self-Esteem in Springfield v kompilační knize The Psychology of The Simpsons. Arkin a Mazzocco si všímají výměny názorů mezi Ednou Krabappelovou a Seymourem Skinnerem, kde Skinner vykřikuje na Krabappelovou: „Já jsem se cítila dobře.“ „Ale no tak, Edno. Oba víme, že tyhle děti nemají žádnou budoucnost!“ Všechny děti se zastaví a pohlédnou na něj; nervózně se zasměje. „Dokažte mi, že se mýlím.“. Arkin a Mazzocco poznamenávají, že tento příklad je považován za výjimku, a píší: „Je to výjimka. Obecně však Simpsonovi správně chápou význam sebeúcty a dynamiku vzájemného působení mezi sociálním světem a pozitivním sebehodnocením.“.

### Hodnocení
V původním vysílání skončil díl v týdnu od 10. do 16. dubna 1995 na 69. místě ve sledovanosti s ratingem 7,1 podle agentury Nielsen. Byl to 8. nejlépe hodnocený pořad na stanici Fox v tomto týdnu.